# Wotton-under-Edge
Wotton-under-Edge is een civil parish in het bestuurlijke gebied Stroud, in het Engelse graafschap Gloucestershire. De plaats telt 5627 inwoners.